# رولاند همو
رولاند همو (آلمانی: Roland Hemmo؛ زادهٔ ۲۵ فوریهٔ ۱۹۴۶در وایسواسر، آلمان شرقی) صدا پیشه، بازیگر تئاتر، بازیگر سینما، و بازیگر تلویزیون اهل آلمان است. وی از سال ۱۹۷۸ در بیش از ۱۰۰۰ اثر هالیوود کار کرده‌است.
رولان همو در برلین زندگی می‌کند. او در ژوئن سال ۲۰۱۶ با هایک ازدواج کرده و دو فرزند به‌نام‌های سوفی جوهانا و مکس دارد.